# 新疆生产建设兵团第十三师淖毛湖农场
新疆生产建设兵团第十三师淖毛湖农场是中华人民共和国新疆生产建设兵团第十三师下辖的一个农场。

## 行政区划
新疆生产建设兵团第十三师淖毛湖农场下辖以下单位：
场部、四连和农业连。